# Make Believe
Make Believe är rockgruppen Weezers femte album, utgivet 9 maj 2005. Det producerades av Rick Rubin.
Albumet blev som bäst tvåa på Billboard 200. Låtarna "Beverly Hills", "We Are All on Drugs", "Perfect Situation" och "This Is Such a Pity" gavs ut som singlar, mest framgångsrik blev "Beverly Hills" med bland annat en topp 10-placering på Billboard Hot 100. 
Efter att albumet släppts gick det rykten att Weezer skulle sluta. Detta ändrades när de släppte The red Album 2008.

## Låtlista
Samtliga låtar skrivna av Rivers Cuomo.
1. "Beverly Hills" - 3:16
2. "Perfect Situation" - 4:15
3. "This Is Such a Pity" - 3:24
4. "Hold Me" - 4:22
5. "Peace" - 3:53
6. "We Are All on Drugs" - 3:35
7. "The Damage in Your Heart" - 4:02
8. "Pardon Me" - 4:15
9. "My Best Friend" - 2:47
10. "The Other Way" - 3:16
11. "Freak Me Out" - 3:26
12. "Haunt You Every Day" - 7:09